# Jimmy and the Rackets
Jimmy and the Rackets ist eine Rockband des englischen Gitarristen Jimmy Duncombe, die in der ersten Hälfte der 1960er Jahre in Europa u. a. als Vorgruppe der Beatles und der Rolling Stones erfolgreich war. Ihre Version von Skinny Minnie erreichte Spitzenpositionen in den europäischen Charts.

## Geschichte
Der aus der Grafschaft Middlesex stammende Engländer Jimmy Duncombe kam 1961 nach Hamburg und spielte als Gitarrist u. a. bei Tony Sheridan. Später hatte er eigene Bands unter verschiedenen Namen. Nachdem The Continentals 1963 einige Demoaufnahmen aufgenommen hatten, gingen sie nach England, wo sie mit Unterstützung von Jimmies Mutter einen Plattenvertrag bei Parlophone/EMI bekamen, die auch die Beatles unter Vertrag hatten. Die 1963 unter dem Bandnamen „Purple Hearts“ erschienene Single Young Woman / Black Eyes hatte jedoch wenig Erfolg.
1964 traten sie als Vorgruppe der Beatles auf. Ihre Aufnahme My Soul kam in Deutschland in die Charts. Jetzt, unter dem Namen „The Rackets“ traten sie in deutschen Fernsehshows wie Chris Howlands Musik aus Studio B und der ZDF-Drehscheibe auf und wurden im deutschsprachigen Europa polulär.
1965 erreichten sie mit Skinny Minnie Platz 1 in den deutschen Charts und hielten sich dort 32 Wochen. Sie tourten mit den Rolling Stones, den Kinks und den Who.
Der Ruhm hielt noch ein paar Jahre an und die Band übersiedelte in die Schweiz, bevor sie sich 1969 offiziell auflöste. Jimmy Duncombe tritt heute noch, z. T. mit Originalmitgliedern, als Jimmy & The Rackets auf.

## Privates
Jimmy Duncombe als gelernter Toningenieur gründete ein eigenes Tonstudio. Gelegentlich tritt er mit der Band seiner Tochter Miriam Dee auf.

## Diskografie
Alben
- 1964: Jimmy And The Rackets

Singles
- 1963: Young Woman / Black Eyes (unter dem Bandnamen „The Hearts“)
- 1964: My Soul / She’s Got It
- 1964: Skinny Minnie / O Mona Lisa
- 1964: Ten little indians / Hey little girl
- 1964: Only you / Black eyes